# Kuvaiti politikai pártok listája

Kuvait címere

A politikai pártok nem legálisak Kuvaitban az 1961-es függetlenség óta, azonban a gyakorlatban számos de facto politikai párt működik. Ezek a csoportok nem hivatalosan, de hatékonyan képviselik különböző politikai nézeteket és érdekeket. A kuvaiti politikai életben így is megjelennek azok az informális szövetségek és mozgalmak, amelyek a választásokon és a parlamentben szabadon kifejezhetik véleményüket. Bár nem hivatalos pártok, mégis jelentős befolyással bírnak az ország politikai döntéshozatali folyamataira.

## Pártok 2025-ben
| Logó | Párt                         | Spektrum        | Ideológia                                        | Alapítása |
| ---- | ---------------------------- | --------------- | ------------------------------------------------ | --------- |
|      | Nemzeti Demokrata Szövetség  | jobbközép       | Nemzeti liberalizmus                             | 1992      |
|      | Kuvaiti Demokrata Fórum      | balközép        | Nacionalizmus                                    | 1991      |
|      | Kuvaiti Progresszív Mozgalom | baloldal        | SzocializmusAntikapitalizmusMarxizmus–leninizmus | 2011      |
|      | Népi Munka Mozgalom          | jobbközép       | Populizmus                                       | 2013      |
|      | Népi Munka Tömb              | balközép        | Populizmus Nacionalizmus                         | 1992      |
|      | Iszlám Alkotmányos Mozgalom  | jobboldal       | Iszlamizmus                                      | 1991      |
|      | Szalafi Iszlám Szövetség     | szélsőjobboldal | Szalafizmus Iszlamizmus                          | 1981      |
|      | Országos Iszlám Szövetség    |                 | Iszlamizmus                                      | 1988      |
|      | Igazság és Béke Szövetség    |                 | Iszlamizmus                                      | 2004      |
|      | Polgári Konzervatív Párt     | jobbközép       | Nacionalizmus Konzervativizmus                   | 2014      |
|      | Kuvaiti Ifjúsági Szövetség   | balközép        | Ifjúságügy                                       | 2009      |

## Fordítás
Ez a szócikk részben vagy egészben  a   List of political parties in Kuwait című angol Wikipédia-szócikk ezen változatának fordításán alapul.  Az eredeti cikk szerkesztőit annak laptörténete sorolja fel. Ez a jelzés csupán a megfogalmazás eredetét és a szerzői jogokat jelzi, nem szolgál a cikkben szereplő információk forrásmegjelöléseként.